# Agent Aika
 (février 2024).
Le contenu est difficilement compréhensible vu les erreurs de traduction, qui sont peut-être dues à l'utilisation d'un logiciel de traduction automatique.
Agent Aika (stylisé et simplement connu sous le nom d'AIKa au Japon) est une série d'OVA animée japonaise produite par Studio Fantasia et réalisée par Katsuhiko Nishijima. La série suit les aventures d'Aika Sumeragi, une récupératrice à louer qui se retrouve entraînée dans un complot visant à dominer le monde. Diffusée au Japon de 1997 à 1999, l'anime a été initialement autorisé par Central Park Media, puis par Bandai Entertainment. La série est célèbre pour ses nombreux fan services, notamment les angles de caméra mettant en valeur les sous-vêtements des nombreux personnages féminins présents,. Le 25 avril 2007, le premier volume de la préquelle en trois parties OVA AIKa R-16 : Virgin Mission est sorti au Japon, détaillant les événements de l'époque où Aika avait 16 ans. Une version remasterisée de la série originale a également été publiée, ainsi qu'une édition spéciale live-action d'Agent Aika. En 2009, la suite OVA AIKa ZERO mettant en scène Aika à l'âge de 19 ans a été diffusée.

## Parcelle
Après un séisme catastrophique survenu il y a vingt ans, Tokyo, comme la plupart des autres régions du monde, s'est enfoncée dans l'océan à la suite d'un affaissement de terrain à grande échelle. Aika Sumeragi est une agent de sauvetage, une personne qui récupère des artefacts submergés dans les villes en contrebas. Elle travaille pour une petite entreprise dirigée par Gozo Aida et assume des tâches assez dangereuses. Dans la première histoire, elle et Rion, la fille de Gozo, recherchent un matériau appelé Lagu. Cependant, ils sont capturés par Rudolf Hagen, un homme efféminé mais trop sexué qui souhaite utiliser les Lagu pour transformer le monde, en détruisant ses habitants et en les remplaçant par une armée de jeunes femmes appelée Delmo Corporation qui porteront sa progéniture. Aux côtés de Rudolf se trouve sa sœur obsessionnelle Neena Hagen, qui est jalouse d'Aika lorsque Rudolf manifeste de l'intérêt pour elle. Aika possède un bustier spécial qui, lorsqu'il est activé, se transforme en bikini de combat lui conférant des pouvoirs de combat extraordinaires. Après la défaite des Hagen, les filles de la Delmo Corporation cherchent d'autres moyens pour contrer Aika dans des histoires épisodiques.

### Protagonistes
- Rion Aida (相田 りおん, Aida Rion?)

Voix japonaise : Rei Sakuma, voix française : Angora Deb
Le personnage principal est une agente de sauvetage de 26 ans aux cheveux blonds et portant habituellement une robe d'affaires rouge. La couverture de la vidéo anglaise la décrit comme "sexy, élégante et sophistiquée, mais elle n'est pas idiote. Elle est experte en arts martiaux et pilote de chasse avec le corps d'un mannequin. Elle est Aika, et elle est l'une des meilleures agents secrets dans le domaine." Ses parents étaient des scientifiques et l'ont utilisée comme sujet d'expériences jusqu'aux tremblements de terre mondiaux, après quoi elle est prise en charge par Gozo Aida, qui la forme dans l'art du sauvetage. Elle possède un bustier fabriqué en ultranate (オルタネートメタル), qui la transforme en une femme à la peau sombre et aux cheveux bleus, dotée d'une force et d'une résilience extraordinaires.
- Gozo Aida (相田 郷造, Aida Gōzo?)

Voix japonaise : Hiroko Konishi, voix française : Purva Bedi
Elle est la partenaire adolescente d'Aika, portant des lunettes, et la fille de son patron. Elle espère poursuivre dans l'entreprise familiale. Elle admire Aika et s'efforce de rechercher un grand trésor.
- Gusto Turbulence (ガスト・タービュランス, Gasuto Tābyuransu?)[5]

Voix japonaise : Akio Ōtsuka, voix française : Tristan Goddard
Le père de Rion est le chef d'une petite opération de recherche et de sauvetage appelée la Société K.K. (également connue sous le nom de K2). Il était un espion industriel actif, mais a saisi l'opportunité du séisme catastrophique et est entré dans le secteur du sauvetage. Il préfère s'en tenir aux anciennes méthodes en offrant le meilleur service au prix le plus bas.
- B.A. Bandora (バ・バンドラ?)

Voix japonaise : Jūrōta Kosugi, voix française : Alvaro J. Gonzalez
Fils d'un président de société, il aspire à être indépendant en travaillant comme récupérateur. Il apprécie beaucoup Aika et lui propose régulièrement des rendez-vous, mais se voit systématiquement refuser. Cependant, il se retrouve parfois au bon endroit pour remporter la prime d'Aika.
- Maypia Alexymetalia (メイピア・アルキメタリア, Meipia Arukimetaria?)[5]

Voix japonaise : Hisako Kyōda, voix française : Mina Sands
Le partenaire de Gusto est un récupérateur vétéran arborant une crête rose, et il gère les véhicules, des chars aux avions Harrier et aux vaisseaux spatiaux.
- Shuntaro Michikusa (道草 旬太郎, Michikusa Shuntaro?)

Voix japonaise : Sakiko Tamagawa, voix française : Rachael Lillis (Ep. 7)
Elle est une agent secret de niveau "A" employée par le gouvernement pour récupérer des informations sur le Lagu en infiltrant l'armée de Hagen déguisée en Delmo Noir. Elle possède même ses propres cartes de visite. Elle rencontre Rion, qui finit par la suivre. Après avoir été abandonnée par ses employeurs et secourue par Aika et ses amis, elle devient indépendante. Elle réapparaît dans le dernier épisode, où elle rejoint Rion et ses amis dans leur assaut sur la base Delmo. Maypia avait les cheveux rouges. Sa tenue emblématique est son uniforme de Delmo Noir, qu'elle porte avec une robe noire moulante avec du blanc autour du col et un ruban rouge, avec des chaussettes blanches jusqu'aux cuisses, des culottes blanches et des talons hauts noirs.
- Rudolf Hagen (ルドルフ・ハーゲン, Rudorufu Hāgen?)

Voix japonaise : Masaya Onosaka, voix française : Jeffery Gimble
Michikusa est introduit dans la deuxième histoire de la série originale en tant que jeune récupérateur travaillant sous les ordres de Gozo. D'apparence mignonne mais totalement tête en l'air, il se déguise parfois en uniforme du personnel Delmo lorsqu'il en a l'occasion. Il tente de remonter le moral de Rion en jouant le rôle d'une poupée kappa avec une voix stridente, mais cela l'agace généralement et lui vaut des corrections fréquentes.

### Antagonistes
Le Corps Delmo, également connu sous le nom de Delmogeny (デルモゲニィ, Derumogenii), est un groupe de jeunes femmes dirigées par Rudolf Hagen qui lui servent d'armée privée et propagent son matériel génétique une fois qu'il aura anéanti l'humanité sur Terre. Certaines d'entre elles occupent des emplois ordinaires comme guides et serveuses, mais elles opèrent principalement dans le cadre d'activités d'espionnage. Après la défaite de Hagen dans la première partie de la série, les membres du Delmogeny continuent à fonctionner dans le but de capturer Aika et d'étudier ses pouvoirs spéciaux. Elles portent des uniformes de différentes couleurs, allant du noir au bas de l'échelle jusqu'au blanc au sommet, bien que la plupart d'entre elles portent des culottes blanches de la même couleur.
- Neena Hagen (ネーナ・ハーゲン, Nēna Hāgen?)

Voix japonaise : Kaneto Shiozawa, voix française : Scott Cargle
Hagen est le cerveau maléfique dans la première histoire. Il a été engagé par l'armée pour trouver le Lagu, mais le désire pour ses propres raisons. Il croit que le Lagu est quelque chose que la Terre a produit pour détruire l'humanité qui l'a polluée. Il prévoit de repeupler la Terre avec sa propre progéniture, qui comprend son personnel Delmo. Il est ensuite révélé que Hagen est né comme un bébé en éprouvette aniwatch génétiquement modifié, au cours duquel il a reçu des gènes supérieurs. À cause de cela, il aspire à des femmes supérieures pour transmettre les gènes à sa prochaine génération.
- Aika Sumeragi (皇 藍華, Sumeragi Aika?)

Voix japonaise : Atsuko Tanaka, voix française : Suzanne Savoy
La sœur de Rudolf. Elle aime tendrement son grand frère et dort même nue avec lui, et n'aime pas Aika pour l'avoir "séduit". Un personnage sadique à l'humeur instable, elle se promène dans ses vêtements essentiels et punit les Delmos noirs en cas d'échec. Plus tard, elle reçoit de Rudolf un slip en ultranate qui lui permet de se transformer en une forme renforcée. Cependant, lorsque l'appareil échappe à tout contrôle, elle se dégénère en une forme de blob. Elle enlace alors et engloutit son frère alors qu'ils sont jetés dans l'espace.

## Libérer
Les quatre premiers épisodes ont été diffusés du 25 avril 1997 au 25 janvier 1998. Le thème d'ouverture des quatre premiers épisodes était "Silent City", interprété par Mari Sasaki, et le thème de clôture était "More Natural" de Hiroko Konishi. Chaque épisode est numéroté comme un "Procès".
Les trois épisodes suivants ont été diffusés du 25 août 1998 au 25 avril 1999. L'animation a été refaite pour inclure de nouveaux personnages tels que Michikusa. Le thème d'ouverture était "Manatsu no Seiza" (真夏の星座) de Mink, et le thème de clôture était "Dance with Me Tonight" de Punky Fruites.

## Réception
En examinant le premier volume, Chris Beveridge sur Mania.com a écrit qu'il devait mettre son cerveau dans un certain mode, comparant l'expérience à regarder Dumb and Dumber où "Au lieu d'un humour idiot, nous regardons cela pour le grand service aux fans". ". avec ses « quatre milliards de photos de culottes » et que c'était « beaucoup de plaisir insensé ». Il a décrit Michikusa comme « un garçon au cul maladroit qui ne sert qu'un seul objectif : être à l'écran et prendre du temps pour les photos de culottes ».
Stig Hogset de THEM Anime Reviews a écrit que la série aurait dû être un plaisir coupable mais finit par être plutôt une overdose : "CHAQUE scène d'action semble se terminer avec des femmes inconscientes allongées avec leurs fesses en l'air." Il a qualifié les méchants de plus effrayants qu'il ait jamais vu, mais a recommandé le spectacle uniquement à ceux qui ont une culotte ou un fétichisme du cul. Le critique d'Anime News Network a écrit: "C'est comme si quelqu'un essayait de créer l'anime le plus pervers possible sans que personne soit réellement dans des situations sexuelles. (D'accord, il y en a donc.)", ajoutant plus tard que "Le doublage est faible et mal choisi, et certains des personnages mineurs ne peuvent tout simplement pas jouer." et a recommandé au téléspectateur de regarder plutôt les titres des productions Anime 18 de la société. Todd Douglass Jr. de DVD Talk a comparé la transformation d'Aika à celle de Cutie Honey et a qualifié la série de « quintessence de l'anime du plaisir coupable ». Il a trouvé la série solide, avec une animation et une conception de personnages fantastiques. En ce qui concerne l'audio, il pense que les acteurs japonais ont fait un bien meilleur travail avec le matériel que les acteurs anglais, écrivant que ces derniers étaient "particulièrement fades et ne maintenaient pas l'étincelle nécessaire pour ce genre de spectacle".